# Ruthard von Straßburg
Ruthard (auch Ruodhard) († 15. April 950) war von 933 bis 950 Bischof von Straßburg.

## Leben
Seine Ausbildung erhielt er vermutlich in Schwaben. Über seine Wahl zum Bischof 933 ist nichts Näheres bekannt.
Im Jahr 939 war er an dem Aufstand des Königsbruders Heinrich sowie der Herzöge Eberhard von Franken und Giselbert von Lothringen gegen Otto I. beteiligt. Zwar war er zunächst in der Umgebung des Königs, verließ aber während der Belagerung von Breisach den Hof und ging zusammen mit Erzbischof Friedrich von Mainz nach Metz, um sich dort Heinrich und Giselbert von Lothringen zu treffen.
Nach der Niederlage der Aufständischen bei Andernach 939 wurde Ruthard von Otto I. aus seinem Amt entfernt und in das Kloster Corvey verbannt. Aber bereits 940 wurde er begnadigt und als Bischof von Straßburg bestätigt.  Über seine Tätigkeit dort fehlen weitgehend aussagekräftige Quellen.